# Dąb (Lubogoszcz)
Dąb – przysiółek wsi Lubogoszcz w Polsce, położony w województwie lubuskim, w powiecie wschowskim, w gminie Sława, nad Jezorem Sławskim, przy drodze wojewódzkiej numer 278.
W latach 1975–1998 przysiółek administracyjnie należał do województwa zielonogórskiego.